# Гепидско кралство
Гепидското кралство е европейска феодална държава от Ранното средновековие, просъществувала със столица Сирмиум в Потисието на Централна Европа в течение на около век. Основана е от германското племе гепиди след разпадането на хунската военна мощ.
Основен исторически извор, от който се черпи информация за гепидите, са ранносредновковните латински съчинения на живелия по-късно остготски хронист Йорданес. В тях той описва гепидите, като счита, че произхода на племенното название произтича от обидната дума gepanta, означаваща „бавен, безполезен“.

## Крале на гепидите
- Фастида, ок. 250
- Ардарих, 420 – 460, сподвижник на Атила
- Гундерит, 460 – 490
- Трапстила 490 – 504
- Тразарих, 504 – 508
- Мундон, 460 – 490, брат на Тразарих, претендент за трона
- Елемунд, ок. 549
- Туризинд, 548 – 560
- Кунимунд, 560 – 567 г.

## Политическа история
През II век вандали, готи и гепиди, живеещи по горното течение на Висла, се появяват в североизточната част на Карпатския басейн, а движението им продължава към черноморското крайбрежие. Гепидите се сражават успешно срещу бургундите и безуспешно срещу остготите. Участват в нападенията срещу Римската империя, но са победени от Проб (276 – 282) при Найсос, след което част от гепидите са преселени на територията на империята. Покорени са от хуните, но поддържайки самоуправление, гепидите воюват на тяхна страна, а гепидският монарх Ардарих е един от близките съветници на Атила. След смъртта на Атила гепидите повеждат бунта срещу неговите наследници и спечелват битката на река Недао. През 506 г. Теодорих Велики отнема Сирмиум от Тразарих и сина му Траустила, а между гепидите и Византия е сключено споразумение. Не по-късно от 537 г., по време на разгрома на Остготското кралство от Византийската империя, гепидите си връщат Сирмиум като своя столица. В края на IV век се появяват първите данни за проповядването на християнството под формата на арианство, но това не се отразява в погребалните обреди на гепидите.
Към края на VI век гепидите поддържат активни връзки с лангобардите, с чиите владетели сключват династични бракове. През този период възниква конфликт с лангобардите, който ескалира. През 562 г. войските на Гепидското кралство са разбити при Асфелд от съюза на лангобарди и авари, вероятно не без съдействието и на Византия. През 567 умира последният гепидски крал Кунимунд, а Сирмиум и гепидската съкровищница са завзети от византийците. След 568 г. част от земите на гепидите попадат под контрола на Аварския хаганат. Гепидите се асимилирани, като за последен път са споменати като малка група в Панония. Според някои автори, гепидите участват в 80-хилядната армия, която през 626 г. безуспешно обсажда Константинопол, подпомогната от персийска войска.

## Материална култура
Сребърни фибули от гепидско погребение са открити в Унгария и Румъния (Апахида и Шемлеул Силвани). Разкрити са данни за монетосечене от Сирмиум като гепидска столица.